# Moto Kraps – Indy Three Wheeler Factory
Moto Kraps – Indy Three Wheeler Factory war ein deutscher Hersteller von Automobilen.

## Unternehmensgeschichte
Walter Kraps, der seit 1979 in Bremen eine Karosseriewerkstatt namens Walter Kraps Karosseriebau und Kfz.-Reparaturen betreibt, gründete 1994 in gleichen Ort ein separates Unternehmen zur Produktion von Automobilen. Der Markenname lautete Indy. Im gleichen Jahr endete die Produktion.

## Fahrzeuge
Das einzige Modell war ein Threewheeler. Es ähnelte den Dreirädern der Morgan Motor Company. Das Fahrzeug verfügte über einen selbsttragenden Gitterrohrrahmen. Die offene Karosserie bot Platz für zwei Personen. Für Fahrzeugboden, Armaturenbrett und Teile des Innenraums fand wasserfestes Sperrholz Verwendung. Der Motor war vorne im Fahrzeug montiert und trieb über eine Kette das einzelne Hinterrad an. Motor, Kette und Hinterradschwinge stammten von Kawasaki. Der Vierzylindermotor mit 1062 cm³ Hubraum und 93 PS Leistung war luftgekühlt. Die Höchstgeschwindigkeit war mit 185 km/h angegeben. Der Neupreis betrug 66.000 DM.

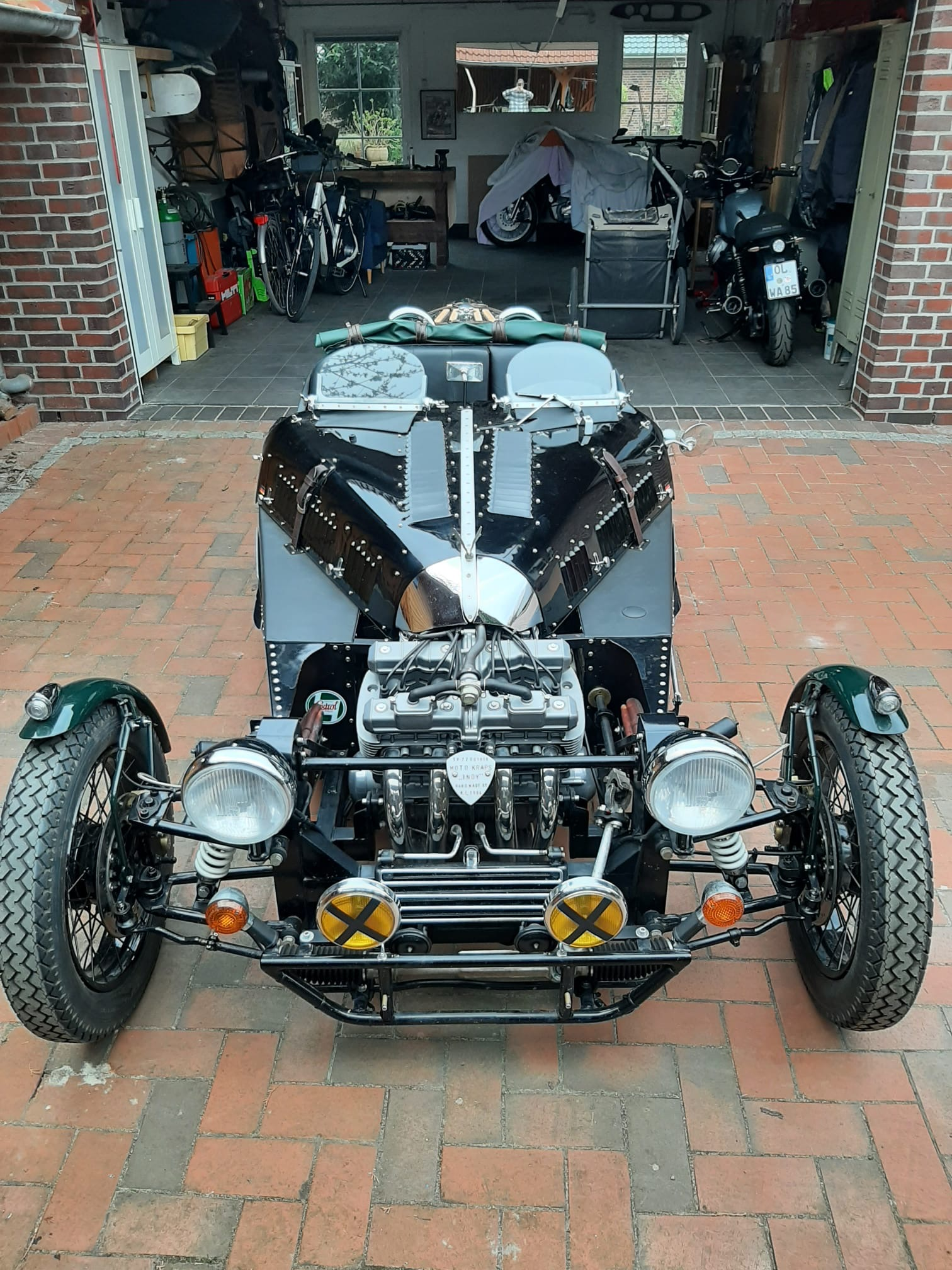
Frontansicht
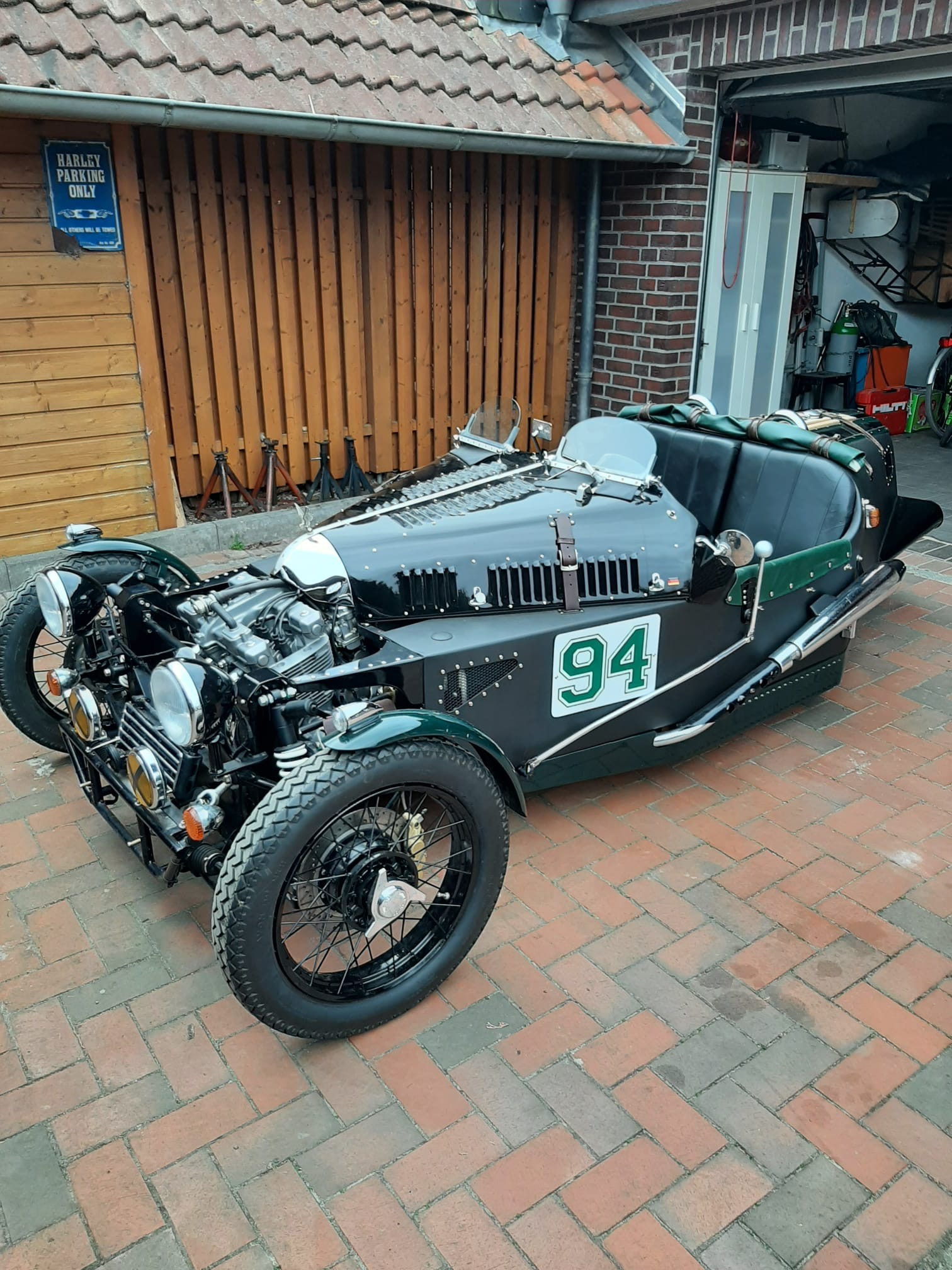
schräg von vorn
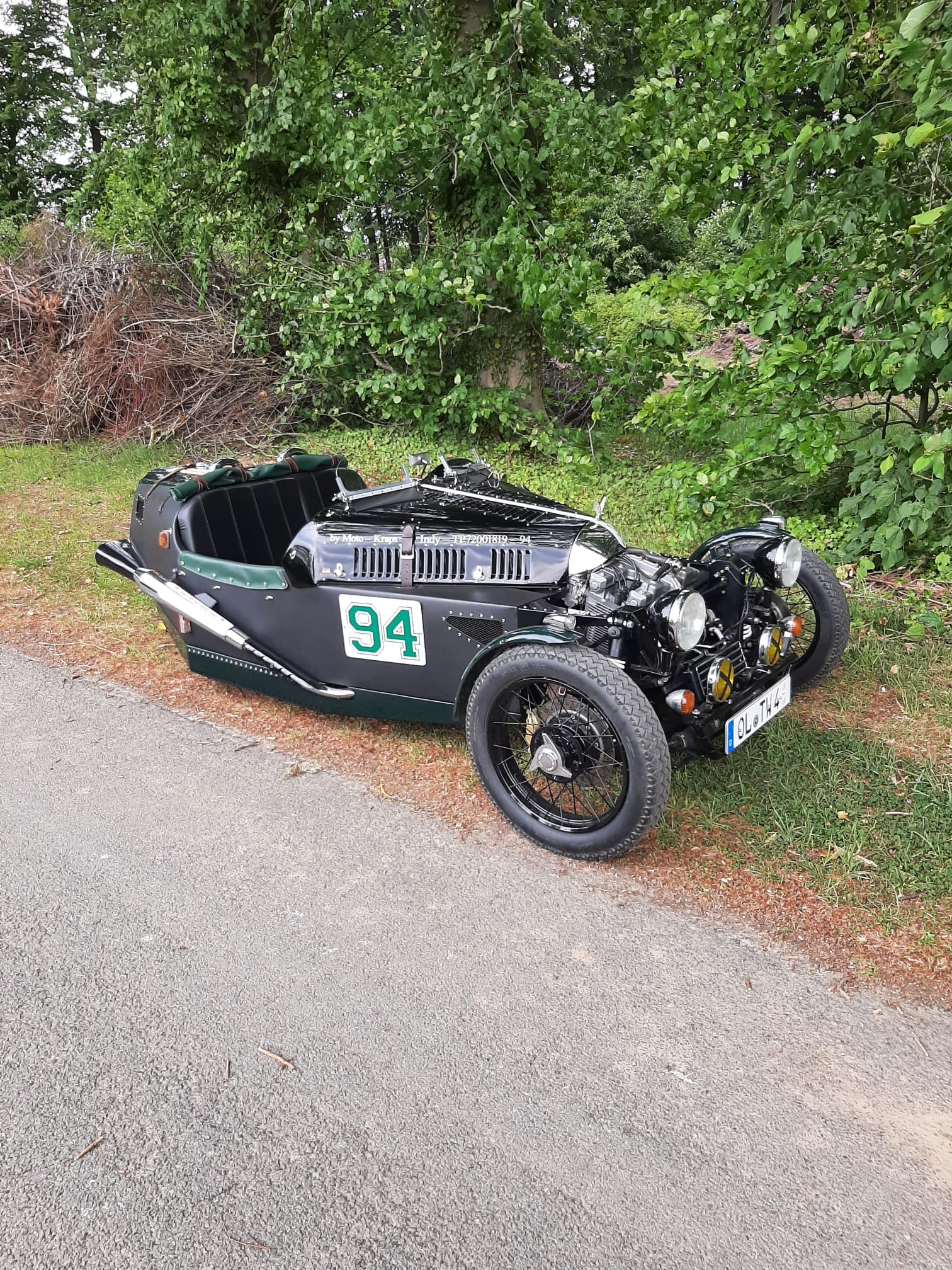
schräg von vorn
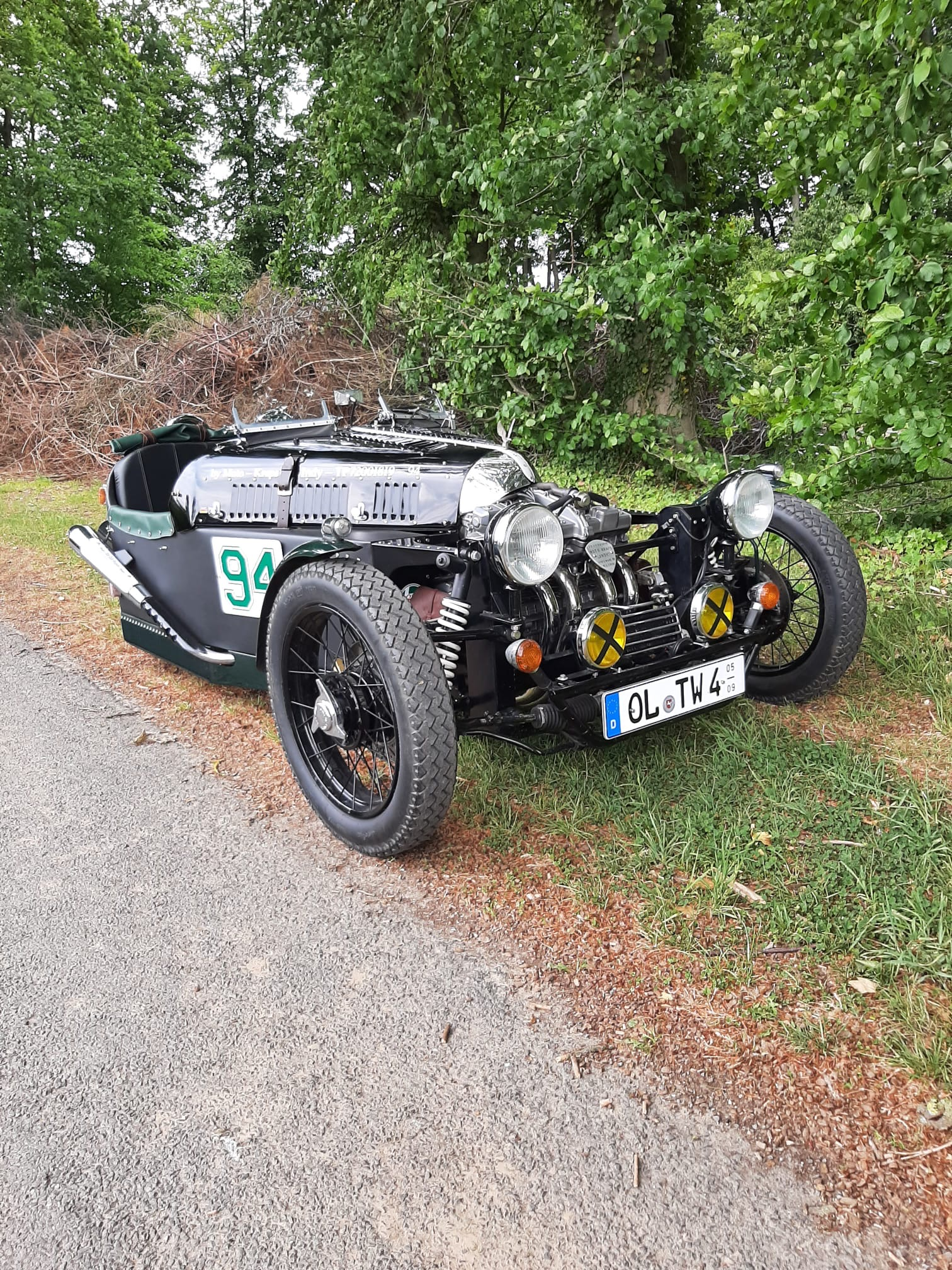
schräg von vorn